# Effect 〜悪魔の仔〜
『effect 〜悪魔の仔〜』（エフェクト あくまのこ）は、2000年12月1日に裸足少女が製作、発売したWindows向けアダルトゲームである。

## 概要
本作は裸足少女のデビュー作である。超能力を題材としており、人間の暗の要素を前面に掲げた作品として知られる。
本作はMAPを用いない選択肢タイプのアドベンチャーゲームとなっており、ゲームシステムにはビジュアルアーツの定番エンジンであったAVG32（RealLiveの前身）が用いられている。
本作の主題歌「Close to me...」は、KOTOKOがKOTOKO名義で初めてボーカルを担当した実質上のデビュー曲であり、I've Girls Compilationシリーズ第5弾CDとして2003年10月30日に発売されたアルバム『OUT FLOW』にも収録されている。

## あらすじ
啓琉学園に通う主人公は、ごく平凡な学園生活を送っていた。薄暗さを感じる梅雨の季節、クラスのいじめられっこである榊清衣のひとりごとを聞いたときから、主人公は徐々に清衣のことが気になり始める。主人公の幼馴染である苺谷真由美、そして榊清衣、どちらも不思議な力を備えた超能力少女であった。
優しい性格で、手をかざすだけでどんな病気も治してしまうという力の持ち主、真由美。対照的に、暗い性格で、念動力を持つという力の持ち主、清衣。彼女達に主人公が関わっていくことで3人の関係は徐々に変わっていく。

## 登場人物
那岐和泉（なぎいずみ）
主人公。比較的内向的な性格であり、それが故、同じような性格である、いじめられっこの清衣に興味を持ち始める。
苺谷真由美（いちごたにまゆみ）
声：秋月桃子
茶髪セミロングで、主人公の幼馴染。通称「チコ」。優しい性格で、困っている人を放って置けない性格の上、それを象徴するかのように、手をかざすだけでどんな病気も治してしまうという超能力をもつ。
交通事故に遭った高林美鈴をその超能力で助けたことから、マスコミで取り上げられることとなり、それによって彼女と主人公を取り巻く環境が大きく変化していく。
身長：156cm、体重：43kg、スリーサイズ：85(C)/57/84、足のサイズ：23cm
榊清衣（さかきせい）
声：紬叶慧
青髪ショートで、クラスのいじめられっこ。いじめの原因は、その暗さもあるが、父親が「悦法会」（えっぽうかい）という新興宗教団体の教祖であることや、清衣自身が念動力を持っているなどの近寄りがたさも影響している。
彼女の独り言を主人公が聞いたときから、自身と同じように内向的な性格である彼女のことが気になり始める。そして、彼女の内面に触れ、彼女の支えとなっていこうとすることで、ストーリーが進んでいく。
身長：147cm、体重：36kg、スリーサイズ：75(A)/54/78、足のサイズ：21cm
沢村薹子（さわむらとうこ）
声：櫻レオナ
主人公の通う啓琉学園の教師。主人公とは親戚筋の関係にあたり、それが故、よく主人公の相談にも乗っている。
高林美鈴（たかはしみすず）
声：比未子
自殺を図ってトラックに飛び込み、瀕死の重傷を負うこととなるが、その時に通りかかった真由美の超能力によって九死に一生を得る。それ以来、真由美を「生き神様」と呼んで付けまわすことになる。また、真由美の力は世界で取り上げられるべきだと考え、自身の体験談をマスコミに持っていくこととなるが、それによって真由美を取り巻く環境は大きく変化していくこととなる。

## スタッフ
- 原画：瑞井鹿央
- シナリオ：清野優紀

## 主題歌
「Close to me…」
作詞、歌：KOTOKO / 作曲、編曲：高瀬一矢

## 同梱CD
ゲーム内『effect ～悪魔の仔～ 裸足少女 おまけCD』という音楽CDが付いている。BGMはI've、テーマソングはKOTOKOが担当。
収録曲
1. Close to me...
  - 歌：KOTOKO
2. やさしさのききめ ～真由美のテーマ～
3. soul mate ～清衣のテーマ～
4. She's pop ～薹子のテーマ～
5. 一途な狂気 ～美鈴のテーマ～
6. kiss
7. 日々の暮らし
8. 雨だけが聴こえる
9. ジブンガキライ
10. 梅雨の晴れ間
11. 1992.10.11
12. Effect of You (未使用曲)
13. Close to me... (ショートバージョン)
14. Close to me... (カラオケバージョン)